# Vany
Vany es una comuna francesa situada en el departamento de Mosela, en la región de Gran Este.

## Demografía
| 157 | 203 | 255 | 280 | 260 | 244 | 424 |
| Para los censos de 1962 a 1999 la población legal corresponde a la población sin duplicidades (Fuente: INSEE [Consultar]) |     |     |     |     |     |     |